# رایان سسنیون
کواسی رایان سسنیون (انگلیسی: Kouassi Ryan Sessegnon؛ زادهٔ ۱۸ مهٔ ۲۰۰۰) بازیکن فوتبال اهل انگلستان است.